# Death Letter Blues
Death Letter Blues ist ein Song des Delta-Blues-Musikers Son House, den dieser bereits 1930 auszuarbeiten begann und schließlich auch 1965 nochmals aufnahm. Diese Version wurde jedoch erst 1985 veröffentlicht.
Das Lied handelt von einem Mann, der per Brief vom Tod der Frau erfährt, die er liebt, und von den unmittelbaren Geschehen, z. B. der Beerdigung. Textlich scheint das Stück stark von Songs anderer Musiker beeinflusst zu sein, wie etwa Death Letter Blues von Leadbelly oder On the Cooling Board von Blind Willie McTell. Musikalisch stützt es sich auf My Black Mama, Part Two, das aus Houses eigener Feder stammte.
Paul du Noyer nannte Death Letter Blues eine der emotionalsten Darbietungen im Delta-Blues-Genre. Der Song war ein fester Bestandteil der Auftritte Son Houses während der 1960er-Blues-Revival-Festivals und wurde neben Charley Pattons Pony Blues zu einem der Wiedererkennungsstücke Houses.
Death Letter Blues wurde auch von anderen Musikern entweder gecovert oder das Stück bildete den Kern anderer Songs, wie etwa bei Special Rider Blues von Skip James. Auch Muddy Waters oder Grateful Dead arbeiteten auf Grundlage des Songs.